# Parvenus
Les Parvenus sont un groupe de super-vilains créé par Marvel Comics, apparu pour la première fois dans Uncanny X-Men #281, en 1991.
Ce groupe rassemble en fait des joueurs, en compétition pour un prix spécial, l'entrée dans le Club des Damnés.

## Origine
Alors Reine Noire du Club des Damnés, Séléné eut un jour l'idée d'opposer de riches adversaires dans un jeu pour déterminer qui serait la prochaine recrue au sein du Club. Les règles étaient simples : tuer des mutants rapportait des points, selon leur place et leurs pouvoirs (plus tard, le meurtre de non-mutants rapporta aussi des points). La compétition est arbitrée par le Maître du Jeu, puissant télépathe.
Shinobi Shaw prit vite la tête en tuant son père Sebastian Shaw (mais il s'avéra plus tard qu'il avait échoué). Trevor Fitzroy se lança lui aussi en éliminant les Reavers et Donald Pierce. Pratiquement à égalité, les 2  mutants tentèrent de se départager : Fitzroy décima les Hellions, et tenta de tuer Emma Frost. Mais Fabian Cortez arriva alors dans le Jeu et prit tout de suite la tête, clamant qu'il avait tué Magnéto, ainsi que les premiers Acolytes.
Les jumeaux allemands Fenris essayèrent de gagner des points, en ressuscitant Omega Red, mais leur plan fut contrecarré. Graydon Creed s'inscrivit grâce au Maître du Jeu, sous le nom de Tribun. Trevor Fitzroy demanda au Maître d'inscrire la jeune Sienna Blaze, qu'il avait connue dans le futur.
Pendant quelques mois, les Parvenus se lancèrent dans une course au meurtre, mais sans réel succès, mis à part l'emprisonnement de la Reine Noire, prise à son propre jeu. De l'ancien Cercle du Club des Damnés, seuls Donald Pierce et les Reavers ont été effectivement éliminés, ainsi que les Hellions. Tous les autres se sont libérés ou ont guéri de leurs blessures.
Pour relancer le Jeu en perte de vitesse, le Maître du Jeu ordonna une mission bonus : capturer les anciens Nouveaux Mutants et les Hellions survivants. Cette partie du jeu amena les Parvenus en conflit direct avec les New Warriors et X-Force.
Dans le round final, Husk proposa au Maître du Jeu une nouvelle règle : entraîner de jeunes mutants comme elle. Intrigué, le Maître du Jeu annula la partie et sépara le groupe.

## Le Jeu

### Récompenses
La récompense de la compétition, après l'élimination de la Reine Noire, devait être la mise à disposition des pouvoirs et ressources de tous les participants au vainqueur, pouvoir et fortune considérables quand on voit l'importance des participants.

### Les missions
Au vu des premiers meurtres tentés par les Parvenus, on peut imaginer que leur première mission fut d'éliminer les anciens membres du Cercle intérieur du Club des Damnés (concurrents de Séléné) et leurs féaux : Emma Frost et les Hellions, Sebastian Shaw, Magneto et les Acolytes, Donald Pierce et les Reavers. Cette mission ne fut pas pleinement réussie, puisqu'un seul objectif fut réellement rempli : les Reavers furent exterminés, et les Hellions furent massacrés (s'agissant d'un cyborg, le décès pourrait être momentané).
La seconde mission que leur donna le Maître du Jeu était née des conséquences de la première : après le massacre des Hellions, le but fut de tuer les membres qui en avaient réchappés (Empath, Warpath, Firestar) ainsi que les membres des Nouveaux Mutants de l'équipe originelle (Rocket, Félina, Rictor, Big Bang, Karma, Magma et Mirage). Convaincu par Husk que le challenge le plus intéressant était la formation des futurs mutants, le Maître du Jeu arrêta la compétition. Fenris fut capturé peu après par Facteur-X, Trevor Fitzroy passa au service de Selene, Graydon Creed s'engagea dans sa campagne présidentielle et Shinobi Shaw essaya d'échapper à son père. Seule Sienna Blaze et Fabian Cortez poursuivirent leurs anciennes activités.

### Moyens
Les membres des Parvenus ne sont pas obligés de faire appel à leurs pouvoirs (quand ils en ont) pour remplir leur mission. Ils n'ont même pas à faire le travail eux-mêmes : il suffit de financer l'opération (mercenaires, sentinelles, cyborgs, etc.) pour pouvoir récupérer les points attribués. Une bague est gardée par le leader du classement.

### Membres
- Le Maître du Jeu
- Fabian Cortez
- Shinobi Shaw
- Trevor Fitzroy
- Sienna Blaze
- Graydon Creed
- Le duo Fenris